# Uniwersytet Gabrieli Mistral
Uniwersytet Gabrieli Mistral (hiszp. Universidad Gabriela Mistral) – najstarszy prywatny uniwersytet w Chile, powstał w 1981 roku. Nazwany na cześć wybitnej poetki Gabrieli Mistral.

## Wydziały
- Wydział Ekonomii i Admininstracji
- Wydział inżynierii
- Wydział Edukacji
- Szkoła Projektowania
- Szkoła Technologii Medialnych
- Wydział Nauk Społecznych
- Wydział Psychologii
- Wydział Prawa